# 한도쿠!!!
《한도쿠!!!(ハンドク!!!)》는 2001년 10월 10일 ~ 2001년 12월 12일까지 TBS에서 방송된 드라마. 시간은 매주 수요일 밤 10시 ~ 10시 54분까지. 주연은 나가세 토모야, 총 10회. 평균 시청률 12.6%을 기록하였다.

## 개요
현대 최첨단 의료 시스템으로 운영되는 SMH 병원을 주무대로 4명의 연수의 하자마 이치방(나가세 토모야), 코지마 미치코(우치야마 리나), 키사라기 메구미(마나카 히토미), 타카노 마코토(사사키 쿠라노스케)의 성장과 청춘의 모습을 그린다.
한도쿠라는 뜻은 일본어에서 반을 뜻하는 半의 일본어 독음 ‘한’과 의사의 영어 단어 ‘닥터’의 일본어식 발음 ‘ドクタ 도쿠다’의 앞 두 음절을 붙여 연수의라는 것은 반 의사라는 의미로서, 한도쿠라는 이름을 지었다.

## 캐스팅
하자마 이치방(狹間一番)：나가세 토모야
25세. 원래는 이케부쿠로의 유명한 양아치였으나 어머니의 죽음에 성의없는 의사들의 태도를 보고 의사가 되겠다고 결심한 사나이.
시력 6.0을 가지고 있어 본 실력보다는 눈으로 의사 시험에 합격했다. 연수의로 들어간 병원인 SMH사람들과 매번 의견 대립 하지만, 열정은 누구에게도 뒤지지 않는다. 병원에서는 모두 그를 ‘바보이치’라고 부른다.
코지마 미치코(小島道子)：우치야마 리나
25세. 이치방의 동료 연수의. 복잡한 가정환경에서 자란 과거를 지닌 연수의. 초등학생 때부터 학급위원이나 학생회 회장 등을 맡아온 우등생 타입으로 고교 시절에 신도 카즈시가 제창하는 의료 시스템을 접하고 동경해 의사가 되었다.
키사라기 메구미(如月惠)：마나카 히토미
25세. 이치방의 동료연수의로 가장 좋은 성적으로 합격. 키사라기 전기의 사장 딸로 두뇌와 미모, 경제적 백그라운드를 겸비한 여성이다. 무엇이든 손에 넣어 부족한 것 없이 자라 삶을 무미건조하게 느끼고 있다. 신도 카즈시의 연인이기도 하다.
타카노 마코토(高野誠)：사사키 쿠라노스케
31세. 이치방의 동료연수의. 6년이나 걸려 겨우 의사가 되어 SMH의 연수의로 들어갔다. 종합병원 원장의 아들로 유복한 환경에서 자라 페라리, BMW 등 외제차를 몇 대씩 들고 다닌다. 구찌 핸드폰 줄 등 명품으로 간호사들의 마음을 사로 잡으려고 애를 쓰지만, 제대로 걸리는 건 하나도 없다. 이치방의 밥줄.
사카구치 노부(坂口ノブ)：니노미야 카즈나리
20세. 이치방이 이케부쿠로에서 놀때 같이 어울리던 후배. 지금은 이치방도 머물고 있는 하숙집인 마이마이신문사에서 신문배달을 하며 나름대로 착실하게 살고있다. 여성편력이 심한데, 상대는 모두 선생이다 하숙집 딸인 미유키를 보면 말을 더듬거리고 단어를 거꾸로 말하는 버릇이 있다. 귀여운 얼굴이지만 거친 과거가 가지고 있다.
히라카와 미유키(平川美幸)：호리 츠카사
이치방과 노부가 머무는 마이마이 신문사의 딸. 이치방을 무척 따르고 좋아해 그의 요리만은 특별히 신경써서 만든다. 노부의 구애에는 전혀 관심이 없다.
자이젠 하치로(財前八郞)：나카우미 잇타츠
이치방의 연수를 담당한 의사. 외과과장을 목표로 열심히 뛰고 있지만 병원장인 신도의 의료 시스템에 적응하지 못해 쩔쩔매고 있다 더군다나 연수의를 맡은 이치방이 하루도 사고를 안 치는 날이 없으니 그의 실점이 남아나질 않는다 하지만 이치방을 여러 가지 면에서 도움을 주기도 한다
나미코시 히데마루(浪越秀丸)：야지마 켄이치
미치코의 연수를 담당하고 있는 SMH의 외과의. 자신의 담당이 미치코라는 사실에 안심하고 있다. 동경대학교 의대를 졸업한 엘리트 의사.
카타기리 토쿠슈 (片桐德州)：사토 지로
메구미의 연수를 담당하고 있는 SMH의 외과의. 역시 동경대학교 의대를 졸업한 엘리트 의사. 자기 이익에 급급하다.
야마다벤 케이코 케이지 (山田ベン桂子ケ-シ-)：이마에 후유코
다카노의 연수를 담당하고 있는 SMH의 외과의. 다카노를 맡게 되었지만 다카노가 6년이나 유급했기 때문에 실제로는 다카노와 같은 학번.
타카이시 카즈에 (高石かつ枝)：오카모토 레이
SMH 제2과 병동 간호장. 미인이지만, 독신으로 마음씨 좋은 아줌마. 병원의 여러 가지 불만을 갖고 있지만, 조직에 맞서 싸울 용기는 없다.
신도 카즈시(新堂一子)：사와무라 잇키
도쿄대 출신으로 심장 뇌사이식 전문의로 엘리트 중의 엘리트이다. 재능은 있지만 의료에 대한 도덕성이 문제시되어 일본 의학계에서 추방당한 과거가 있다. 미국으로 건너가 심장이식 분야에서 높은 평가를 받아 귀국 후 SMH의 원장으로 취임했다. 병을 고치는 데에는 흥미가 있지만 사람을 구하는 데에는 흥미가 없다. 신의 손.
스기다 이네(杉田イネ)：노기와 요코
SMH의 이사장. 신도에게 병원의 방침을 맡긴 이래, 결정권을 거의 뺏겨 지금은 은거상태에 있다. 어느 정도의 의료계가 정치적 결탁이 뒤에서 있을 수도 있다고 인정하지만, 의료계가 걸어야 하는 도리에 대해서는 항상 염두에 두고 있다.병원의 트러블 메이커인 이치반을 가장 잘 이해해주는 이이기도 하다.
치쿠젠 쇼이치로(筑前正一朗)：카쿠 토모히로
유명한 저널리스트의 아들로 SMH의 VIP환자. 심장병을 앓고있는데 병원에서는 소문난 문제아. 제멋대로이고 약간 비뚤어져 있다 심장장기이식을 기다리고 있다 후에 이치방이 의사로서의 자각을 하게 되는 계기를 준 인물.
히라카와 타케오：호즈미 페페
치쿠젠 세이이치로：카쿠 토모히로
니시 토오루：류 라이타

## 스태프
- 연출 : 츠츠미 유키히코, 카네코 후미노리
- 프로듀서 : 우에다 히로키
- 각본 : 오오이시 시즈카
- 음악 : 시다 히로히데
- 촬영 : 카라사와 사토루, 마다라메 시게유, 키쿠치 마모루
- 편집 : 오노 마사히로
- 조명 : 오오타 와타루, 타나카 타다오미, 카와이 토시미, 아오키 요시오
- 음향효과 : 카메모리 모토코
- 미술 : 사와이 요시오, 이시다 미치아키

## 관련음반

### 주제곡
- TOKIO/ DR

### Original Sound Tracks
1. gateway [03:33]
2. neutron [02:03]
3. funked snake [01:37]
4. crisis [02:57]
5. venom [01:30]
6. screaming wall [01:19]
7. undertone [03:23]
8. wet metal [01:49]
9. hammer grid [02:08]
10. inferno [01:51]
11. murdercase [02:48]
12. interaction [01:01]
13. burn up [03:35]
14. ducktale [02:20]
15. garageman [02:40]
16. cavern [02:59]
17. fumble [01:35]
18. no submission [02:07]
19. moon water [03:07]
20. endless sunset [02:23]
21. dusk [03:47]
22. rainy weekend [01:55]
23. overthrow [02:39]
24. DR－on the road again－ [04:19]

## 부제·시청률
| 제1화                                         | 반인분으로 충분하다!!! | 15.7% |
| 제2화                                         | 신의 영역!!!           | 13.4% |
| 제3화                                         | 죽음이라는 행복        | 11.9% |
| 제4화                                         | 사랑이라고 이름의 병   | 11.8% |
| 제5화                                         | 마음의 병              | 12.5% |
| 제6화                                         | 엄마의 가치            | 12.4% |
| 제7화                                         | 생명의 연장            | 12.5% |
| 제8화                                         | 신의 손 떨어지다       | 11.1% |
| 제9화                                         | 죽지 마!!!노부         | 12.0% |
| 최종화                                        | 평생 의사인 사람       | 12.6% |
| 평균 시청률 12.6% (일본 비디오 리서치社 조사) |                        |       |

## 결말의 의문
최종화에 주인공 이치방이 눈을 감은체 터널에 깔리고, 이치방을 찾아 구급차에 실려가는 장면이 나온다. 그리고 Credit이 올라가면서 드라마는 끝을 맺는다. Credit에는 그 날의 사고 직후라는 타이틀이 1면으로 실렸고, 이치방의 칫솔이 나온다. Credit이 다 올라온 뒤, 4명의 연수의가 의사 가운을 입고 사진을 찍은 모습이 나오는데, 그러면 이치방이 죽은 건지, 살아 있는 건지에 대한 의문이 많은 곳에서 제기되고 있다. 한국의 웹에서는 DVD를 립했을 때 5초정도 되지 않은 장면이 있는데 여기서 이치방이 속옷을 입고 신문을 보고 있고 살아있다는 추측이 있다. 한편, 일본 웹에서는 같은 감독인 츠츠미 유키히코가 2003년이 만든 《I.W.G.P》의 스페셜판에 이치방의 가운을 입은 사람이 등장을 한다라는 점으로 이치방은 살아있다고 추측한다. 실제로, 《I.W.G.P》의 드라마의 주인공은 이 드라마의 주연인 나가세 토모야이기도 하다. 하지만, 이것에 대해서는 확실하게 죽었다, 살았다 라고 말할 수는 없는 사항이다.